# David Geoffrey Long
David Geoffrey Long ( 1948 - ) es un botánico, y briólogo inglés. Ha recolectado especímenes florísticos en Botsuana.

## Algunas publicaciones
- 2001. Revision of the Liverwort genus Asterella P. Beauv. (Marchantiales, Aytoniaceae) in Continental Eurasia, Malesia and Japan. Trinity College

### Libros
- 2006. Revision of the Genus Asterella P. Beauv. in Eurasia. Vol. 63 de Bryophytorum bibliotheca. Ed. J. Cramer. 299 pp. ISBN 3443620353

- La abreviatura «D.G.Long» se emplea para indicar a David Geoffrey Long como autoridad en la descripción y clasificación científica de los vegetales.[2]